# Voo Spair Airlines 3601
O voo Spair Airlines 3601 (PAR-3601) foi uma rota cargueira entre Ecaterimburgo, Rússia e o Aeroporto Internacional de Malta, Malta. Em 19 de agosto de 1996, a aeronave caiu em um campo de milho, a 1.500 metros (4.921 pés) a nordeste da pista do aeroporto Nikola Tesla, em Belgrado, capital da então Iugoslávia, atual Sérvia.

## Aeronave
A aeronave era um Ilyushin Il-76T, com 12 anos de uso, de prefixo aeronáutico RA-76513.

## Cronologia do voo
O voo 3601 partiu de Ecaterimburgo em 18 de agosto de 1996. O Il-76T pousou no aeroporto Nikola Tesla de Belgrado para reabastecimento e verificação de rotina.
O voo 3601 tentou decolar por volta das 23:00, mas quando foi dada a partida nos motores, todos os sistemas elétricos falharam. O mau funcionamento elétrico foi reparado e o avião decolou às 00:10 de 19 de agosto de 1996 em direção a Malta. Embora o mau funcionamento tenha sido reparado, a tripulação configurou incorretamente seus sistemas elétricos, resultando em sistemas alimentados exclusivamente com as baterias da aeronave. Cerca de 15 minutos após a decolagem, quando o voo 3601 chegou a Valjevo, Iugoslávia, as baterias começaram a descarregar completamente. O piloto Vladimir Starikov entrou em contato com o controle de tráfego aéreo de Belgrado e disse que o avião estava novamente tendo problemas no sistema elétrico; esse foi o último contato aéreo que o controle de tráfego aéreo teve com o voo 3601. A tripulação fez várias tentativas para realizar um pouso de emergência em Belgrado, sem sucesso devido à noite e às condições climáticas difíceis. Durante uma dessas tentativas, a aeronave caiu, matando todos os oito tripulantes e três passageiros.
O voo 3601 apareceu em Belgrado cerca de uma hora após a decolagem. Muitos moradores de Belgrado viram o avião sobrevoar a cidade e observaram que não havia luzes ativas na aeronave. O tempo em Belgrado estava muito ruim naquela noite com nuvens pesadas. Como não havia eletricidade a bordo da aeronave, a única maneira de encontrar a pista foi pela vista.
Por volta das 01:30, o voo 3601 circulou pelo centro de Belgrado a uma altitude muito baixa; testemunhas disseram que o avião foi visto voando muito baixo sobre Nova Belgrado. Às 03:14, a tripulação tentou pousar, primeiro fazendo uma curva de 180 graus e depois mirando a pista 12 em um curso de 121 graus.
A aeronave despencou em um campo de milho ao tentar um pouso de emergência no Aeroporto Internacional de Surcin, explodindo e matando os 11 tripulantes russos. Segundo The New York Times, a aeronave estava carregando ilegalmente armas para a Líbia.